# 넥슨 카트라이더 리그 듀얼 레이스 시즌 3
넥슨 카트라이더 리그 DUAL RACE 시즌 3는 SPO TV 게임즈 카트라이더 리그의 일곱 번째 리그이며 기존 온게임넷에서 열렸던 리그를 포함하면 24번째 카트라이더 리그이다.

## 참가선수

### 팀전
| 그룹 | 팀명                 | 선수                           |
| ---- | -------------------- | ------------------------------ |
| A조  | Penta Xenics         | 유영혁, 김승태, 이은택, 유창현 |
| A조  | Oz-AOXTIC            | 송상민, 최성수, 강성혁, 박현수 |
| A조  | Game King            | 문호준, 전대웅, 강석인, 최영훈 |
| A조  | Penta Wheels         | 이재혁, 박인수, 송용준, 김승래 |
| B조  | Afeeca Winner        | 장진형, 안혁진, 이중대, 이중선 |
| B조  | Afreeca ProFessional | 박창규, 한상현, 이승교, 김택환 |
| B조  | Oz-Fantastic         | 권순민, 정승민, 김정제, 정승하 |
| B조  | MAXTIL-BLACK         | 김주원, 이다빈, 한승철, 황인호 |

### 개인전
| 그룹 | 선수                                                           |
| ---- | -------------------------------------------------------------- |
| D조  | 박현수, 김승태, 정승하, 유창현, 이준용, 김진석, 권순민, 노준엽 |
| A조  | 유영혁, 이재혁, 한승철, 김응태, 김정제, 이중선, 배성빈, 박창규 |
| B조  | 임재원, 황인호, 이승교, 문호준, 박현수, 배재민, 정승민, 한상현 |
| C조  | 최영훈, 송용준, 전대웅, 박인수, 이준성, 김주원, 박민우, 김승래 |

## 대회 결과

### 팀전
- 우승 : Game King (문호준, 전대웅, 최영훈, 강석인)
- 준우승 : Penta Xenics (유영혁, 김승태, 유창현, 이은택)
- 3위 : Oz-Fantastic (김정제, 정승하, 권순민, 정승민)
- 4위 : Afeeca Winner (이중선, 이중대, 안혁진, 장진형)

### 개인전
| 1세트     |           |           |           |           |           |           |          |
| 문호준 52 | 유영혁 39 | 이재혁 32 | 정승하 22 | 박인수 19 | 유창현 16 | 김승태 15 | 이준성 8 |
| 4강 진출  | 4강 진출  | 4강 진출  | 4강 진출  | 5위       | 6위       | 7위       | 8위      |

| 2세트     |           |           |           |
| 문호준 53 | 유영혁 45 | 이재혁 43 | 정승하 41 |
| 결승 진출 | 결승 진출 | 3위       | 4위       |

3세트 1대1 : 문호준 2 - 1 유영혁
- 1set:빌리지 붐힐터널(문호준 승)
- 2set:아이스 설산 다운힐(유영혁 승)
- 3set:네모 산타의 비밀공간(문호준 승)

최초의 양대 우승 및 정규리그 10회 우승 탄생(문호준)

## 중계진
- 캐스터 : 성승헌
- 해설 :  정준, 김대겸